# Holmboe Prisen
Holmboe Prisen er en dansk musikpris, der blev indstiftet af Horsens Kommune i forbindelse med en festival for klassisk musik i Horsens kaldet Holmboe i Horsens. Prisen tog navn efter Horsens-bybarnet og komponisten Vagn Holmboe (1909-1996) og havde til formål at støtte udbredelsen af kendskabet til hans musik og hans betydning for samtidige og efterfølgende generationer af komponister. Festivalen afholdes hvert år, men prisen uddeles ikke længere.

## Vindere af Holmboe Prisen
- 2000: Konkurrence for unge komponister, værk for strygekvartet: Simon Steen-Andersen
- 2001: Korkonkurrence, danske kor: Sokkelund Sangkor
- 2002: Korkonkurrence, nordiske kor: Det Fynske kammerkor
- 2003: Korkomponistkonkurrence: Sven Erik Werner
- 2004: Strygekvartetkonkurrence: Den Unge Danske Strygekvartet
- 2005: Børnekorkomponistkonkurrence: Søren Birch
- 2006: Komponistkonkurrence, "Musik for tårn, torv og tag" (værk for blæsere og slagtøj): Morten Ladehoff
- 2007: Komponistkonkurrence, værk for orgel og blandet kor: Bjarke Moe
- 2008: Konkurrence for professionelt arbejdende amatørkor: Kammerkoret Camerata
- 2009: Klassisk for børn, konkurrence i formidling: Aflyst